# Heaven (chanson de Depeche Mode)
Pour les articles homonymes, voir Heaven.
Singles de Depeche Mode
Personal Jesus 2011
(2011) Soothe My Soul
(2013)
Pistes de Delta Machine
Angel
(2) Secret to the End
(4)
Heaven est le 50e single de Depeche Mode, tiré du treizième album studio intitulé Delta Machine. Le titre a été dévoilé le 30 janvier 2013 en exclusivité dans l’émission Kevin and Bean Morning show sur la radio américaine KROQ, ainsi que dans plusieurs autres radios à travers le monde, y compris RTL2 en France. Le single a été rendu disponible au téléchargement sur iTunes et Amazon le 1er février. Le clip de Heaven a été diffusé pour la première fois sur la plateforme VEVO le même jour. La chanson a été composée par Martin L. Gore, tandis que la face B est signée par Dave Gahan et Kurt Uenala.
Le clip de Heaven a été réalisé par Timothy Saccenti et tourné en novembre 2012 à l'Opéra Marigny, une ancienne église catholique située au Faubourg Marigny à La Nouvelle-Orléans. Saccenti avait déjà réalisé la vidéo In-Studio Collage 2012 qui dévoilait en avant première le titre qui deviendra Angel, lors de la conférence de presse du groupe à Paris en octobre 2012. Le style du clip a été inspiré par le film de Terrence Malick, The Tree of Life, usant d'une imagerie belle mais aussi sombre et tordue.[réf. nécessaire] Selon Gahan, « c'est avant tout un clip de performance du groupe, ce que l'on n'a pas fait depuis longtemps. »

## Liste des chansons
CD single:
1. Heaven - 4:03
2. All That's Mine - 3:23

CD Maxi-Single:
1. Heaven (Album Version) - 4:03
2. Heaven (Owlle Remix) - 4:48
3. Heaven (Steps To Heaven Remix) - 6:07
4. Heaven (Blawan Remix) - 5:43
5. Heaven (Matthew Dear vs. Audion Vocal Mix) - 5:59

Édition limitée 12":
1. Heaven (Owlle Remix) - 7:14
2. Heaven (Steps To Heaven Voxdub) - 4:48
3. Heaven (Blawan Dub) - 6:07
4. Heaven (Matthew Dear vs Audion Instrumental Mix) - 6:11